# Stictolissonota densipuncta
Stictolissonota densipuncta är en stekelart som beskrevs av Dali Chandra och Gupta 1977. Stictolissonota densipuncta ingår i släktet Stictolissonota och familjen brokparasitsteklar. Inga underarter finns listade i Catalogue of Life.